# AS–90

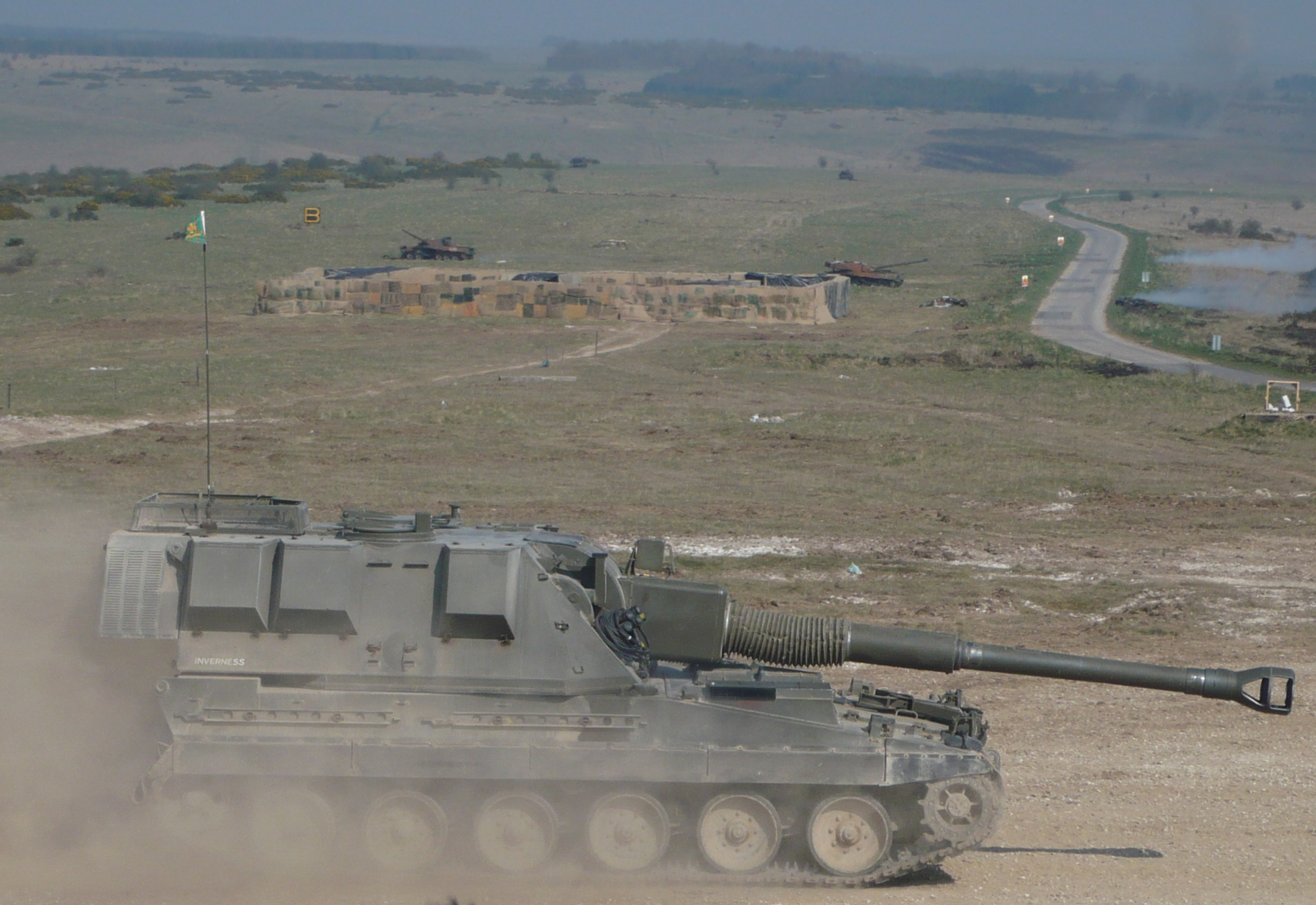
AS-90 a gyakorlótéren

A AS–90 (Artillery System for the 1990s, magyarul: az 1990-es évek Tüzérségi Rendszere) a Brit Szárazföldi Erők önjáró lövege. 1993-ban rendszeresítették.
Az AS–90-es löveget öt ezred, a Királyi Lovassági Tüzérezred (Royal Horse Artillery, RHA) és a Királyi Tüzérezred (Royal Artillery, RA): 1 RHA, 3 RHA, 4 Regt RA, 19 Regt és a 26 Regt RA, a 105 mm-es FV433 Abbot önjáró löveg, M109 a 155 mm-es önjáró löveg vagy a 155 mm-es FV-70 vontatott löveg felváltására.
A löveget a brit Armaments division of Vickers Shipbuilding and Engineering (VSLE, 1999-től BAE Systems tulajdonában áll) tervezte és gyártja, mely 179 járművet gyártott le 1992 és 1995 között, 300 millió Font sterling értékben.
2002-ben a BAE Systems szerződést kötött a Brit Haderővel 96 darab AS90-es, 52 kaliberű lövegének fejlesztésére, a normál lőtávolságú 30 km-re és egy megnövelt hatótávolságú, 60–80 km, ERA lövedék kifejlesztésével.

## Változatok
- AS–90D – Sivatagi használatra kialakított változat. A személyzet és a motor jobb hűtése érdekében hővédelemmel látták el. A lánctalpak kopásállóságát növelték a sivatagi körülmények miatt.

- AS–90 Braveheart – Az AS–90 52-es kaliberű löveggel ellátott változata. A projekttel befejeződött a nem megfelelő hajtóerejű lövedékek felváltása.

- AHS Krab – A brit licenc alapján gyártott Braveheart-tornyot egy lengyel PT–91  harckocsialvázra építették és Azalia tűzvezető rendszerrel szerelték fel.A járművet a lengyel a Huta Stalowa Wola és a WB Electronics közösen fejlesztette ki. A prototípusok 2007-re készültek el, a 80 megrendelt járműből 48 darab 2008-ra készül el a Lengyel Hadsereg számára. A későbbi széria járművek a dél-koreai K9 alvázát alkalmazzák.

### Bibliográfia

#### Periodikumok
- A Haditechnika c. folyóirat cikkei:
  - Berta Sándor: A Vickers AS–90 önjáró tarack. Haditechnika 1996/4, 21–22.

### Külső hivatkozások
- globalsecurity.org (angolul)
- army-technology.com (angolul)